# Данильченко, Виталий Викторович
Вита́лий Ви́кторович Дани́льченко (род. 4 декабря 1978 года в Днепропетровске) — украинский фигурист, выступавший в одиночном катании. Пятикратный чемпион Украины, неоднократный участник чемпионатов Европы и мира.

## Карьера
Виталий Данильченко начал заниматься фигурным катанием в 1982 году, в возрасте 4-х лет. В 14 он уехал из родительского дома и переехал в Киев для работы у тренера Марины Амирхановой. Ему довольно долго пришлось жить в Киеве в гостинице. Дебютировал на международной арене в юниорском чемпионате мира в 1998 году. В 1999 году, он впервые выиграл национальный чемпионат Украины, обойдя гораздо более опытного Евгения Плюту и чемпиона Европы 1993 года Дмитрия Дмитренко. В том же сезоне он показал не плохой результат на чемпионате Европы (9-е место) и провалился на чемпионате мира, заняв там лишь 31-е место.
Сезон 1999—2000 был самым удачным в карьере Виталия. Помимо второго золота национального чемпионата, он занял высокое 6-е место на чемпионате Европы и 13-е место на чемпионате мира, что осталось его наивысшими достижениями на этих турнирах.
В 2002 году Данильченко получил тяжелейшую травму — разрыв крестообразных связок. Врачи советовали ему закончить карьеру, но Виталий обратился к известному меценату из украинской диаспоры в США, которая помогла попасть в клинику, где ему сделали операцию по трансплантации связки. После операции спортсмен остался тренироваться в США у Вячеслава Загороднюка. Себе на жизнь Данильченко зарабатывал выдавая на том же катке коньки напрокат, а позже, занимаясь с маленькими детьми.
Под руководством Загороднюка Данильченко ещё дважды становился чемпионом страны, но на международной арене выступал не слишком удачно. В 2006 году, после серебра национального чемпионата — завершил карьеру. Впоследствии работал в ледовых шоу на круизных лайнерах.

## Спортивные достижения
| Соревнования           | 1998—99 | 1999—00 | 2000—01 | 2001—02 | 2002—03 | 2003—04 | 2004—05 | 2005—06 |
| ---------------------- | ------- | ------- | ------- | ------- | ------- | ------- | ------- | ------- |
| Чемпионаты мира        | 31      | 13      | 22      |         |         | 27      |         |         |
| Чемпионаты Европы      | 9       | 6       | 13      |         |         | 15      | 22      |         |
| Чемпионаты Украины     | 1       | 1       | 2       | 1       |         | 1       | 1       | 2       |
| Trophée Lalique        |         |         |         | 5       |         |         |         |         |
| Cup of Russia          |         |         | 10      | 10      |         |         |         |         |
| Bofrost Cup on Ice     |         |         |         |         | 9       |         |         |         |
| Мемориал Карла Шефера  |         |         |         |         |         |         |         | 6       |
| Nebelhorn Trophy       | 3       | 2       |         |         |         |         |         | 4       |
| Мемориал Ондрея Непелы |         |         |         | 3       |         |         |         |         |